# Amphiprion mccullochi

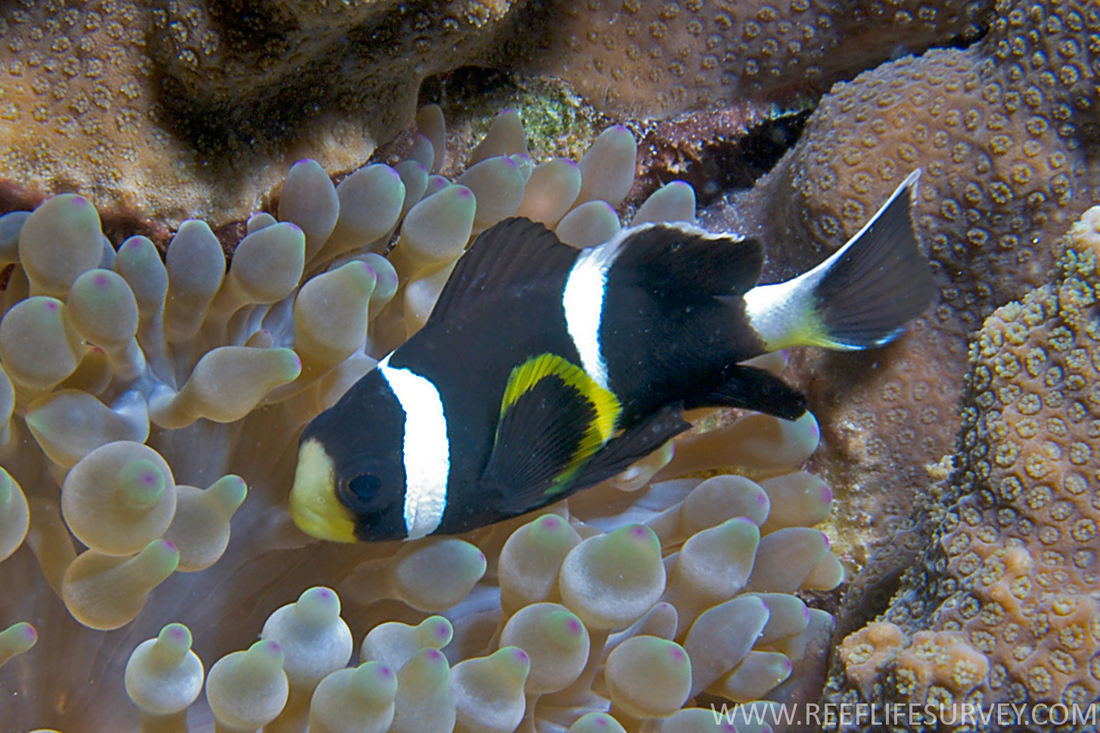
Amphiprion mccullochi juvenil sobre Entacmaea quadricolor

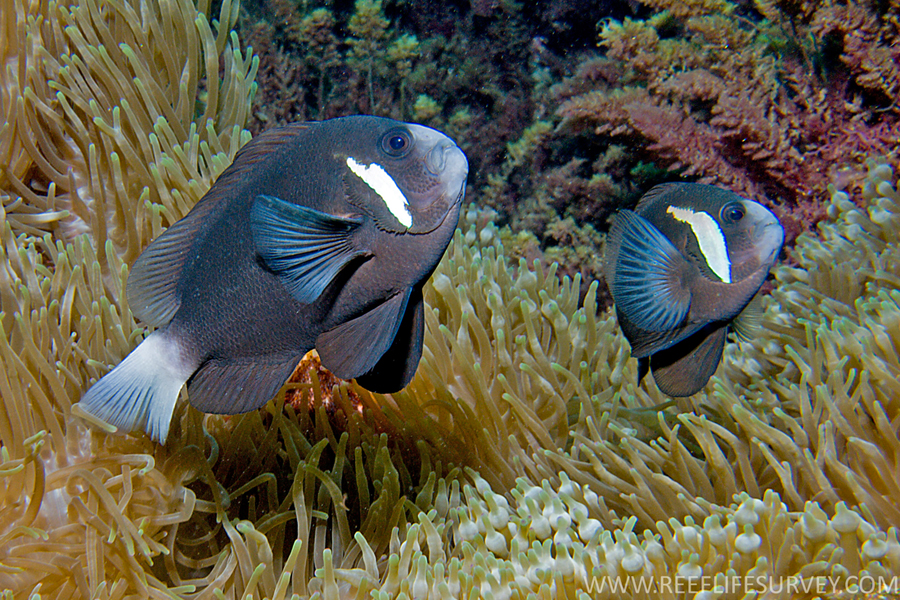
A. mccullochi, pareja sobre Entacmaea quadricolor en la isla Lord Howe, Australia

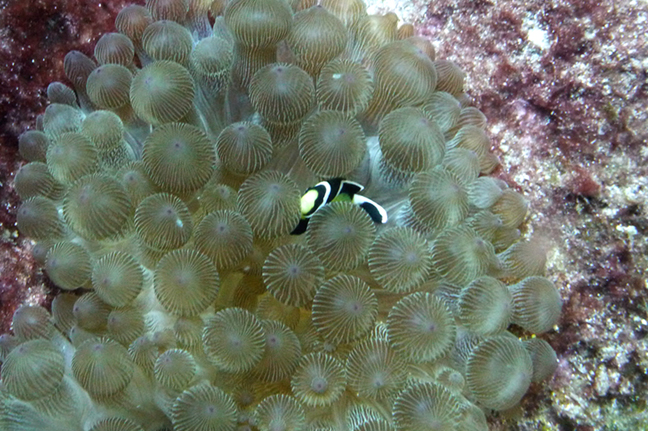
A. mccullochi juvenil en Entacmaea quadricolor, Malabar Hill, isla Lord Howe, Australia

Amphiprion mccullochi, el pez payaso de Mcculloch es una especie de peces de la familia Pomacentridae, en el orden de los Perciformes.
El nombre de la especie es en honor a Allan R. McCulloch, ex conservador de Peces del Australian Museum, Sídney, Australia.
Es una especie endémica de la isla Lord Howe y el mar de Tasmania, en Australia. Vive en simbiosis mutualista con la anémona Entacmaea quadricolor.

## Morfología
La coloración del cuerpo y las aletas es marrón oscuro, salvo el morro, la boca, la aleta caudal y su base, que son blancas. Tiene una franja vertical, blanca, detrás del ojo, pero que no llega a la nuca, como es habitual en las especies del género. Los juveniles tienen dos franjas blancas, verticales, completas, la aleta caudal oscura y el borde de las aletas pectorales amarillo.
Cuenta con 10 espinas y 15-17 radios blandos dorsales; 2 espinas y 13-14 radios blandos anales.
Las hembras pueden llegar alcanzar los 12 cm de longitud total.

## Reproducción
Es  monógamo y hermafrodita secuencial protándrico, esto significa que todos los alevines son machos, y que tienen la facultad de convertirse en hembras, cuando la situación jerárquica en el grupo lo permite, siendo el ejemplar mayor del clan el que se convierte en la hembra dominante, ya que se organizan en matriarcados.
Su género es algo fácil de identificar, ya que la hembra, teóricamente es la más grande del clan. Cuando ésta muere, el pequeño macho dominante se convierte en una hembra. 
Son desovadores bénticos. Los huevos son demersales, de forma elíptica, y adheridos al sustrato. La reproducción se produce en cuanto comienza a elevarse la temperatura del agua, aunque, como habitan en aguas tropicales, se pueden reproducir casi todo el año. El macho prepara el lugar de la puesta, en un sustrato duro en la base de una anémona, y, tras realizar las maniobras del cortejo, espera a que la hembra fije los huevos allí, y los fertiliza. Posteriormente, agita sus aletas periódicamente para oxigenar los embriones, y elimina los que están en mal estado. Tras un periodo de 6-7 días, cuando los alevines se liberan, no reciben atención alguna de sus padres. Deambulan en aguas superficiales en fase larval durante 8 a 12 días, posteriormente descienden al fondo en busca de una anémona, y mutan a su coloración juvenil.

## Alimentación
Se alimenta tanto de algas bénticas, como de pequeños invertebrados del zooplancton.

## Hábitat
Es un pez de mar, de clima tropical (31°S-32°S),  asociado a los  arrecifes de coral, que vive entre 2-45 m  de profundidad, y en simbiosis con la anémona  Entacmaea quadricolor .
En la isla de Lord Howe el 75% de los ejemplares ocurren en la laguna.

## Distribución geográfica
Se encuentra al suroeste del Pacífico: en la isla Lord Howe y en los arrecifes de Elizabeth y Middleton, frente a Nueva Gales del Sur, Australia, en el mar de Tasmania.